# Сеид Хусин Али
Сеи́д Хуси́н Али́ (малайск.  Syed Husin Ali; 23 сентября 1936, Бату-Пахат, Джохор — 29 июня 2024) — сенатор, учёный, политический и общественный деятель левого направления Малайзии.

## Краткая биография
В 1958 году с отличием окончил Университет Малайя в Сингапуре, в 1972 году — магистратуру Университета Малайя в Куала-Лумпуре, в 1975 году защитил докторскую диссертацию в Лондонской школе экономики. В 1973—1990 годах преподавал в Университете Малайя. Прошёл путь от простого преподавателя до профессора кафедры антропологии и социологии. Был уволен за активное участие в политике на стороне оппозиции. В 2005 году — приглашенный профессор Британской академии. В 1974—1980 годах находился в тюремном заключении на основе Закона о внутренней безопасности. Автор более 20 книг и множества статей в журналах.

## Общественно-политическая деятельность
Будучи студентом, возглавлял Общество малайского языка Университета Малайя, был генеральным секретарем Движения малайской молодёжи Малаккского полуострова. Член Народной партии Малайзии с 1974 г., в 1989—2003 годах — её председатель, в 2003—2010 — вице-президент Партии народной справедливости.
Был также первым секретарём Национального союза писателей Малайзии (1961—1964), консультантом Университета ООН и ЮНЕСКО, членом международной миссии по расследованию Бойни в Таммасатском университете (Бангкок, 1976), членом международного трибунала по расследованию Бхопальской катастрофы (1985). Председатель совета консультантов Фонда Усмана Аванга.
В 2009—2012 и в 2012—2015 годах занимал пост сенатора от Народной партии справедливости.
Скончался 29 июня 2024 года в возрасте 87 лет в больнице Селаянг. Он был похоронен на мусульманском кладбище Кота Дамансара, Петалинг-Джая.

## Семья
- Супруга Сабария Хаджи Абдуллах Sabariah Hj Abdullah (ум. 2013)[8].
- Трое детей, два внука

## Публикации
- Social stratification in Kampong Bagan: A study of class, status, conflict and mobility in rural Malay community. Singapore: The Malaysian Branch of the Royal Asiatic Society,1964.
- (ред.) Angin retak: cherpen pilehan enam orang pengarang. Melaka: Toko Buku Abbas Bandong, 1966.
- Patterns of rural leadership in Malaya [Kuala Lumpur?]: [publisher not identified], [1966]
- Malay Peasant Society and Leadership (1975)
- Kemiskinan dan kelaparan tanah di Kelantan. Kuala Lumpur: Karangkraf, 1978.
- Orang Melayu: masalah dan masa depan. Kuala Lumpur: Adabi, 1979.
- Apa erti pembangunan. Kuala Lumpur: Dewan Bahasa dan Pustaka, 1979.
- Masyarakat dan pimpinan kampung di Malaysia. Kuala Lumpur:Fajar Bakti, 1982.
- Poverty and Landlessness in Kelantan, Malaysia.Edit oleh Prof. Dr. Hans-Dieter Evers. Saarbrucken: 1983.
- Kaum, kelas, dan pembangunan Malaysia = Ethnicity, class, and development, Malaysia. Kuala Lumpur: Persatuan Sains Sosial Malaysia, 1984.
- A proposal for study on poverty in South-East Asia. Kuala Lumpur: ADIPA Secretariat, Association of Development Research and Training Institutes of Asia and the Pacific, 1986.
- Patah tumbuh: Cerita-cerita pendek dikumpulkan dan dibicarakan oleh Syed Husin Ali / Keris Mas. Kuala Lumpur: Penerbit Fajar Bakti, 1991.
- Two Faces: Detention Without Trial. Kuala Lumpur: Strategic Information and Research Development Centre, 1996.
- Merdeka, rakyat & keadilan: kumpulan artikel mengritik dasar-dasar UMNO-BN dan mengemukakan asas-asas politik menuju Malaysia baru. Petaling Jaya, Selangor: SIRD, 2004.
- Ethnic Relations in Malaysia: Harmony and Conflict. Petaling Jaya, Selangor: SIRD, 2008.
- Dua Wajah: tahanan tanpa bicara. Kuala Lumpur: Strategic Information and Research Development Centre, 2008.
- The Malays : their problems and future. Kuala Lumpur: The Other Press, Islamic Book Trust, 2008.
- Memoir Perjuangan Syed Husin Ali. Kuala Lumpur: SIRD, 2011[9].
- Memoirs of a Political Struggle. Kuala Lumpur: SIRD, 2012.
- The Malay Rulers: Regression or Reform. Petaling Jaya: Strategic Information and Research Development Centre, 2013.
- Raja-raja Melayu: kemajuan atau kemunduran? Petaling Jaya: Strategic Information and Research Development Centre, 2014.
- Peranan intelektual. Petaling Jaya: Strategic Information and Research Development Centre, 2016 (together with Usman Awang).
- The people’s constitutional proposals for Malaya. Selangor: Strategic Information and Research Development Centre, 2017 (together with Ariffin Omar; Jeyakumar Devaraj; Fahmi Reza)
- Sejarah dan Dasar Perjuangan KEADILAN. Kuala Lumpur: KEADILAN, 2017
- Sejarah Rakyat (Khususnya Perkembangan Nasionalisme) Malaysia. Petaling Jaya: SIRD & PSR, 2017.